# 变性中点
变性中点（英語：denaturation midpoint）是指在蛋白质变性的二态模型中折叠态向伸展态转变的中点状态，此时折叠态与伸展态的比例相等。这时对应的温度称为中点温度（Tm），对应的浓度则称为中点浓度（Cm）。
理论上，中点时折叠态与伸展态的自由能相等。不过在实际情形中，由于热容的差异导致折叠态的自由能更低。此时，使两者自由能相等的温度被称为特征温度（characteristic temperature，To）。